# Zoroaster (étoile de mer)
Pour les articles homonymes, voir Zoroastre (homonymie).
Genre
Zoroaster est un genre d'étoiles de mer de la famille des Zoroasteridae.

## Liste des espèces
Selon World Register of Marine Species (21 janvier 2015) :
- Zoroaster actinocles Fisher, 1919
- Zoroaster adami Koehler, 1909
- Zoroaster alfredi Alcock, 1893
- Zoroaster alternicanthus McKnight, 2006
- Zoroaster angulatus Alcock, 1893
- Zoroaster barathri Alcock, 1893
- Zoroaster carinatus Alcock, 1893
- Zoroaster fulgens Thomson, 1873
- Zoroaster hirsutus Ludwig, 1905
- Zoroaster macracantha H.L. Clark, 1916
- Zoroaster magnificus Ludwig, 1905
- Zoroaster microporus Fisher, 1916
- Zoroaster ophiactis Fisher, 1916
- Zoroaster ophiurus Fisher, 1905
- Zoroaster orientalis Hayashi, 1943
- Zoroaster planus Alcock, 1893
- Zoroaster singletoni McKnight, 2006
- Zoroaster spinulosus Fisher, 1906
- Zoroaster tenuis Sladen, 1889
- Zoroaster variacanthus McKnight, 2006

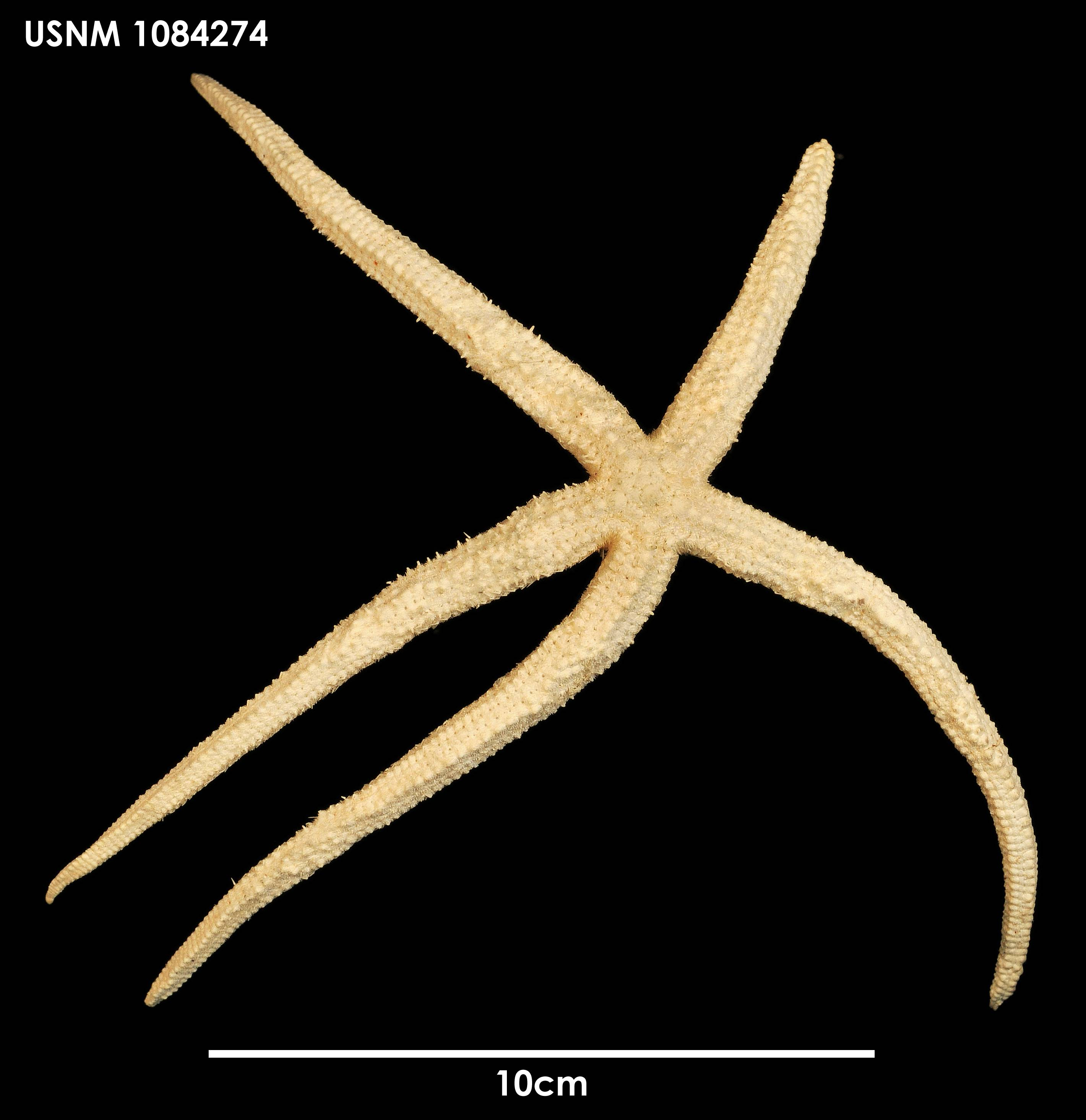
Zoroaster actinocles
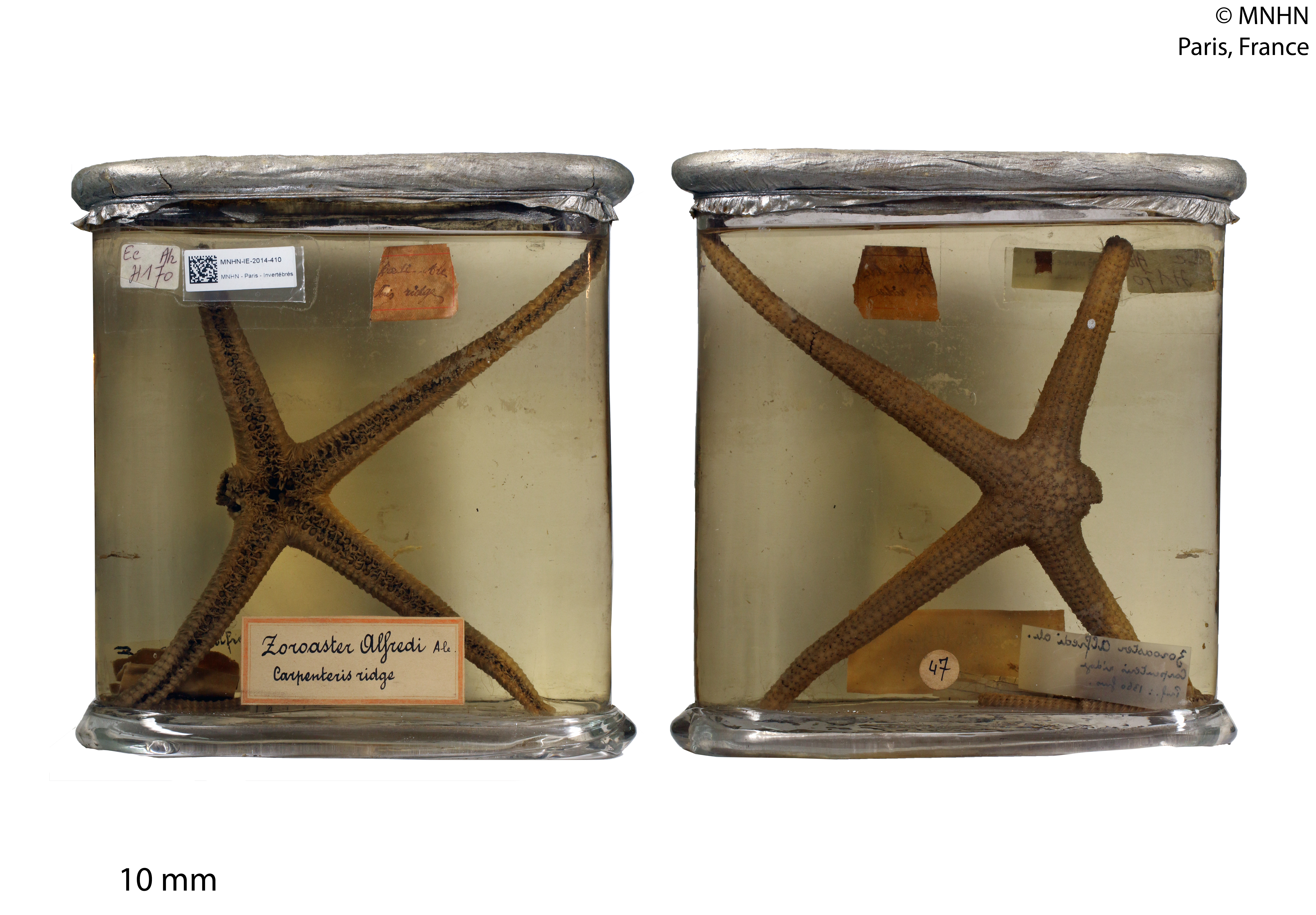
Zoroaster alfredi
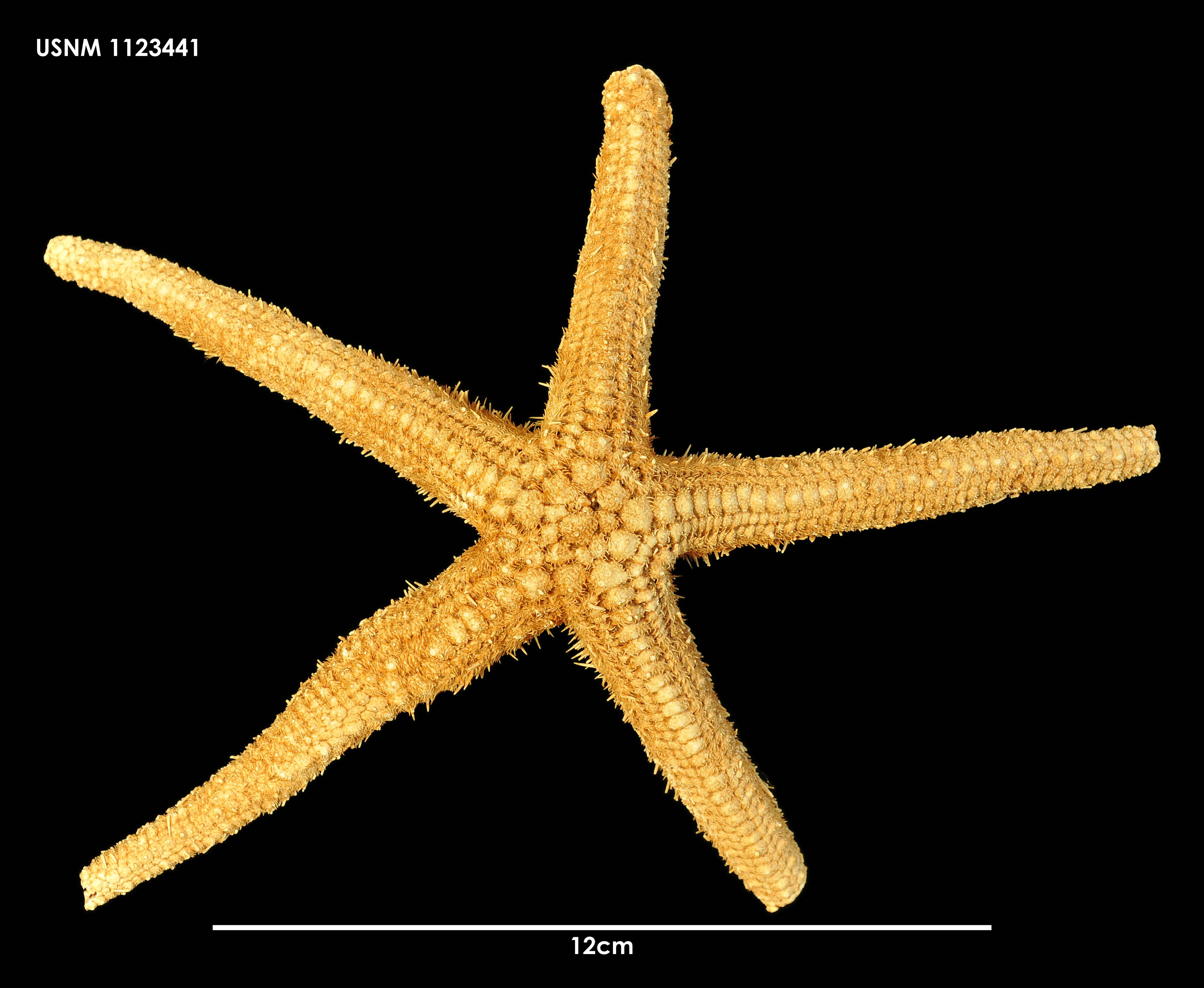
Zoroaster alternicanthus
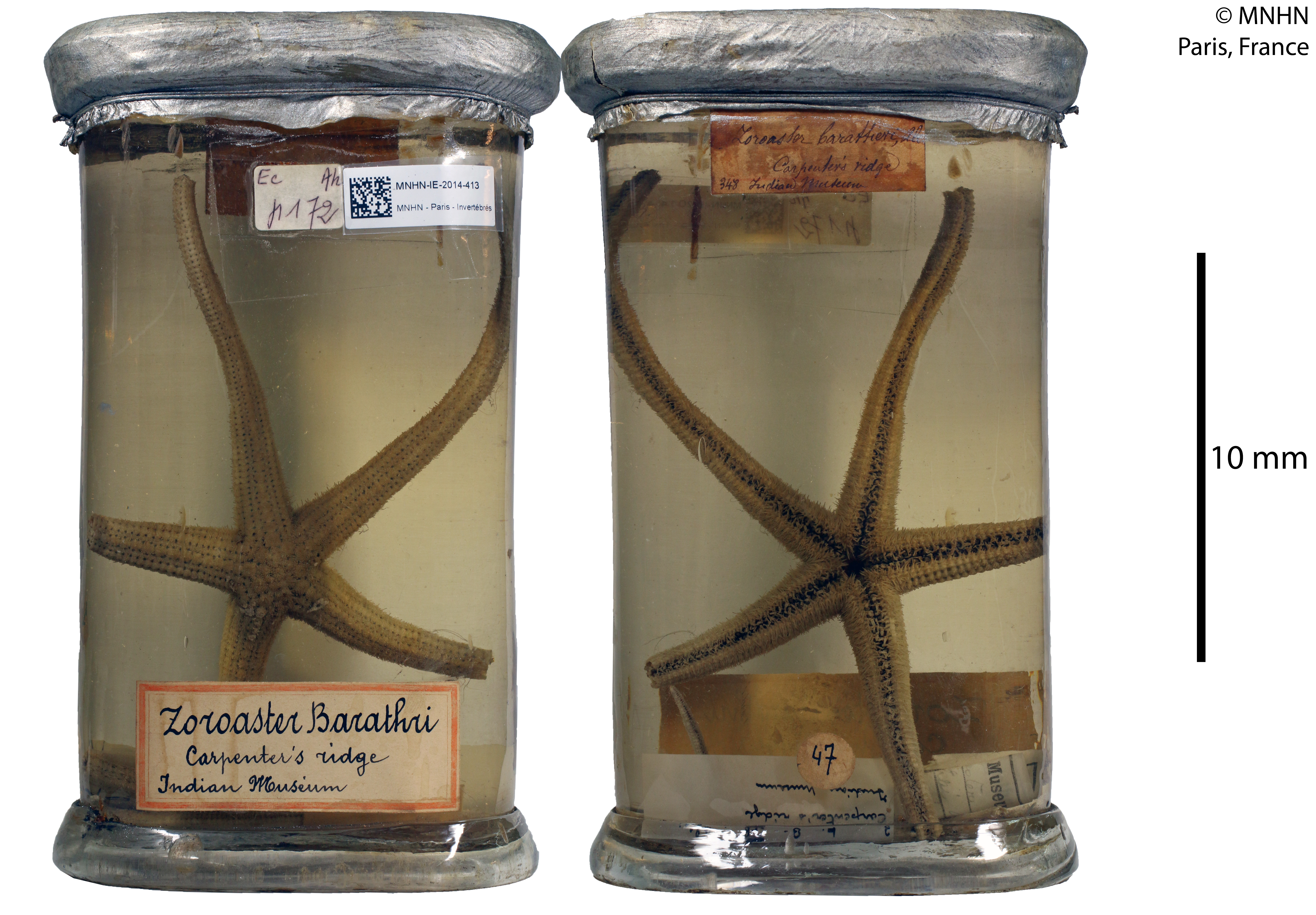
Zoroaster barathri
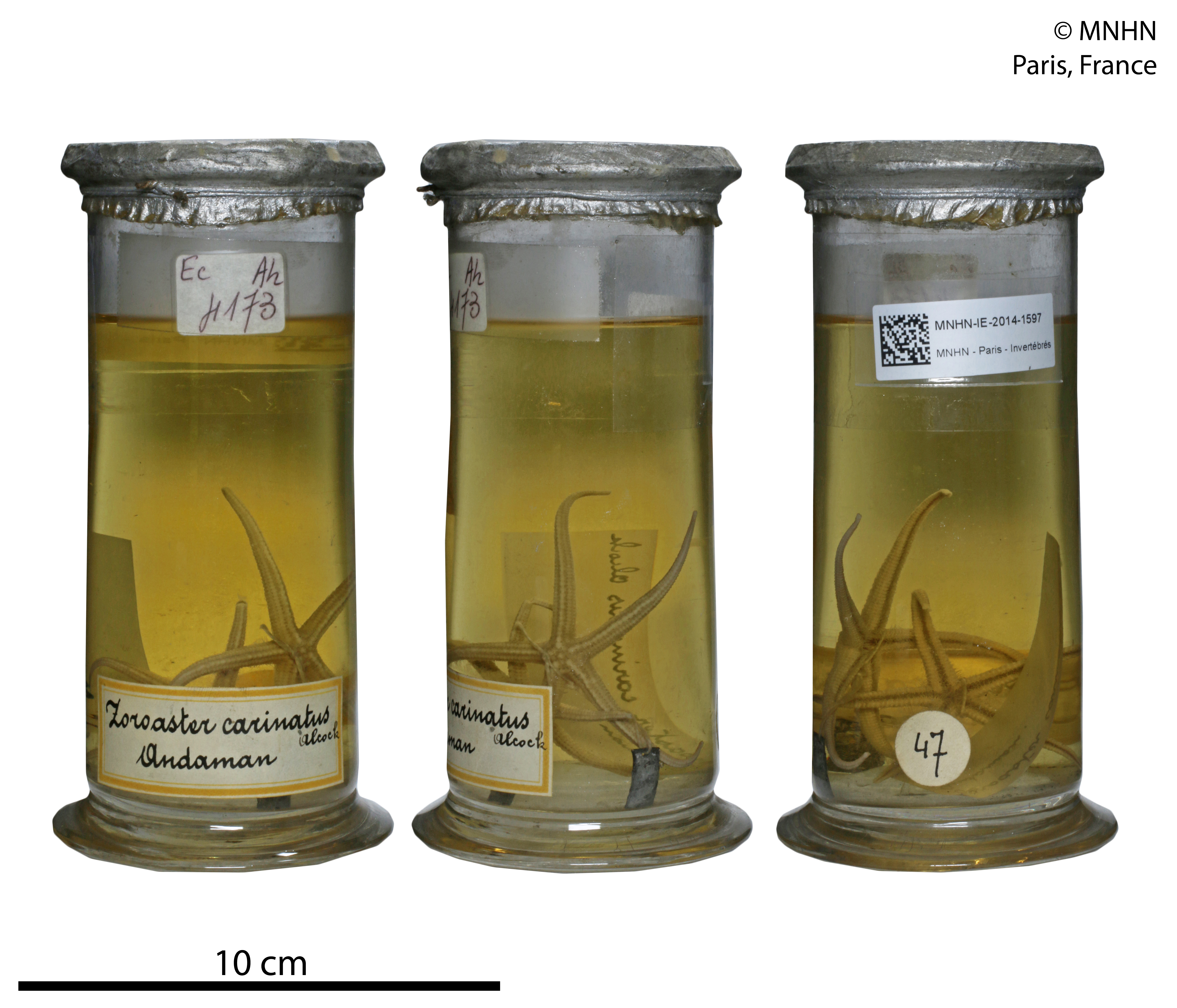
Zoroaster carinatus
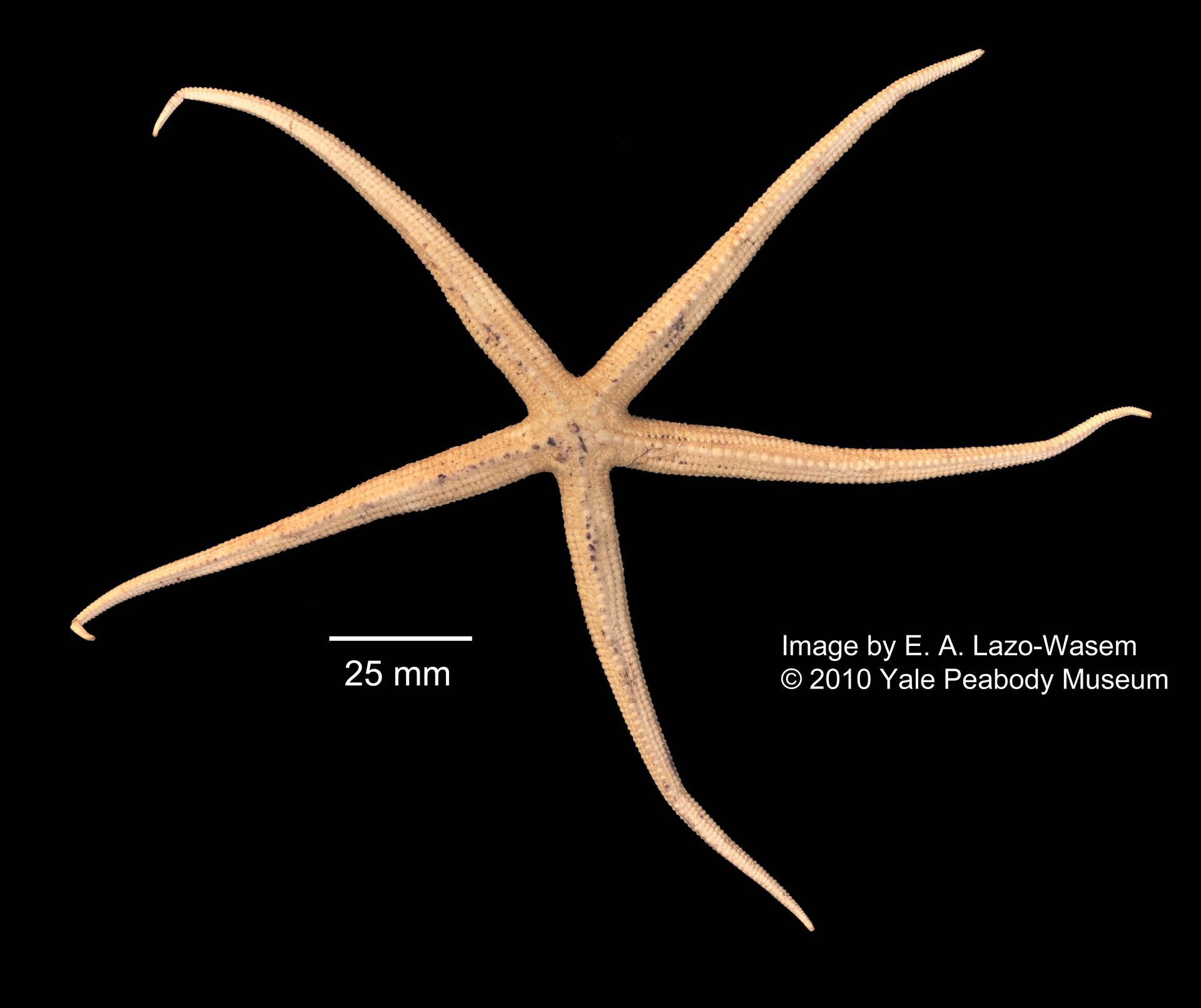
Zoroaster fulgens
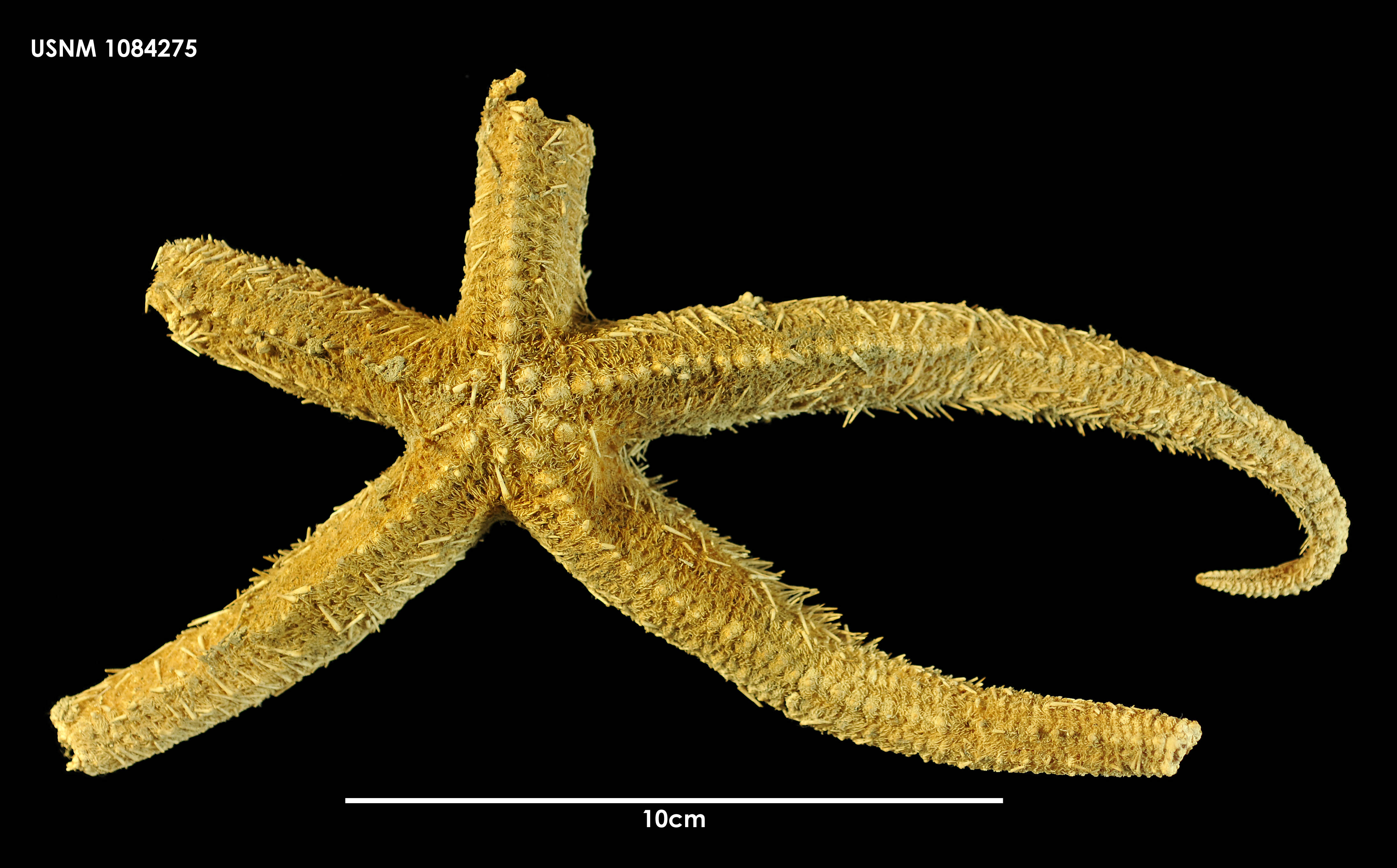
Zoroaster macracantha